# Église Saint-Nicolas de Pontresina
Pour les articles homonymes, voir Église Saint-Nicolas.
L'église Saint-Nicolas de Pontresina (en romanche : San Niculò ; en allemand : Sankt-Nikolaus) est l'église paroissiale réformée de Pontresina, commune de Haute-Engadine, dans le canton des Grisons, en Suisse.
L'église Sainte-Marie de Pontresina, célèbre pour ses fresques, en dépend d'un point de vue pastoral, mais appartient à la commune, tandis que l'église Saint-Nicolas, appartient à la communauté paroissiale et dépend de l'Union des Églises réformées de Suisse et du VIIe Colloque des églises des Grisons[Quoi ?].
L'église Saint-Nicolas est inscrite sur la liste des biens culturels d'importance régionale.

## Historique et description
L'église a été construite en style baroque en 1640, pendant la guerre de Trente Ans et après la guerre des Grisons (1618-1639) qui opposa la coalition franco-vénitienne à la coalition austro-espagnole. Elle se trouve Via Maistra à la sortie sud de l'ancien quartier de Laret. Le clocher à bulbe (1720) se trouvait autrefois contre le mur ouest, et se trouve depuis 1887 derrière l'abside.
L'église peut contenir plus de trois cents fidèles et jouit d'une acoustique qui permet l'organisation de concerts. Son architecture a inspiré d'église, dite en romanche Bel Taimpel (Beau Temple), de Celerina.[incompréhensible]

## Source
- (de) Cet article est partiellement ou en totalité issu de l’article de Wikipédia en allemand intitulé « San Niculò (Pontresina) » (voir la liste des auteurs).